# Pietro Aureolo

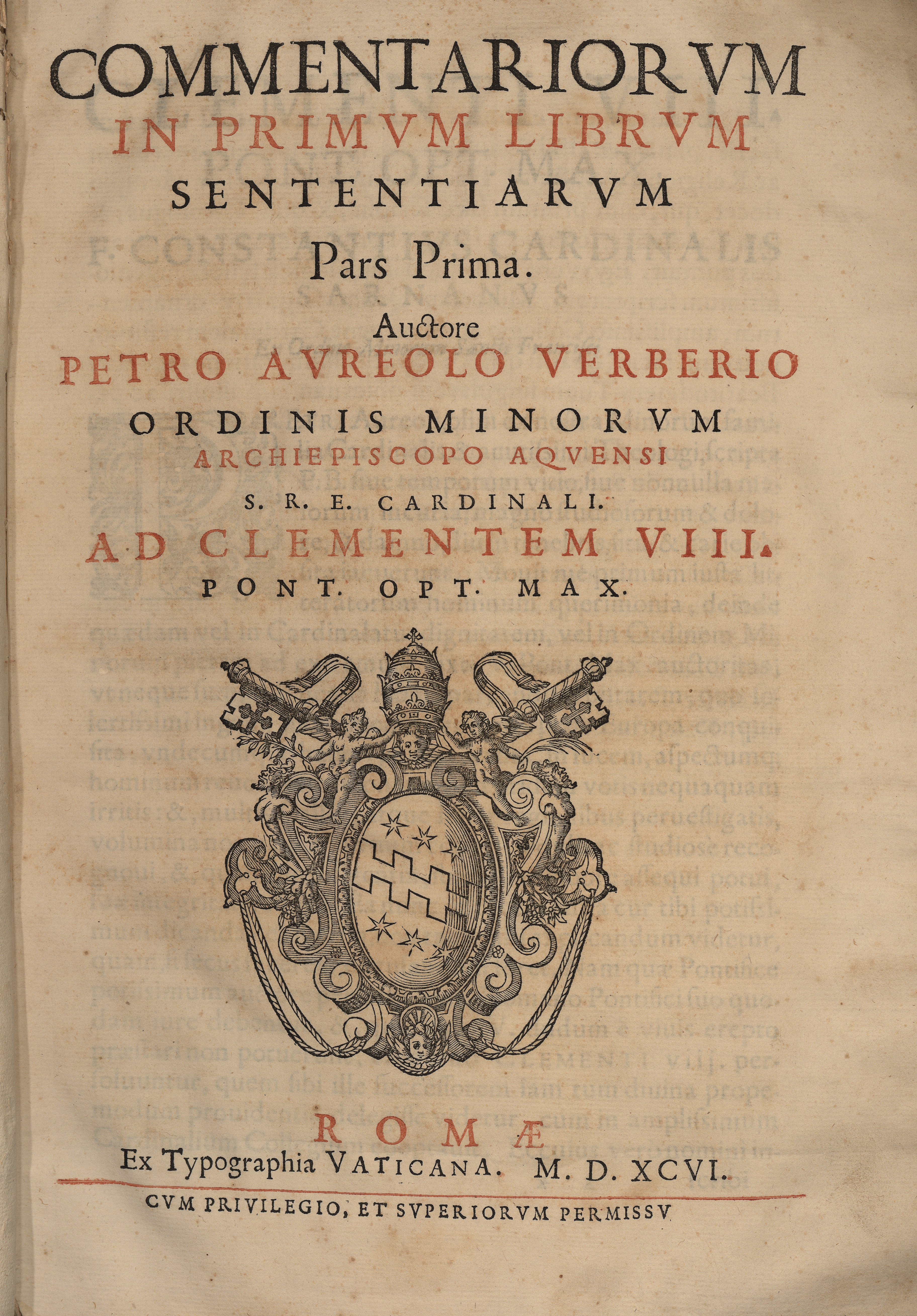
Commentarii in libros sententiarum

Pietro Aureolo, nome italianizzato di Pierre D'Auriole, latinizzato in Petrus Aureolus (Gourdon, 1275 circa – Avignone, 1322), è stato un filosofo, teologo e arcivescovo francese appartenente all'ordine francescano, noto anche come Doctor facundus..

## Biografia
Le notizie sulla sua vita sono incerte ma sembra che nel 1304 circa Aureolo studiasse teologia a Parigi, dove avrebbe incontrato Duns Scoto. Entrato nell'ordine francescano, insegnò a Bologna e a Tolosa. Papa Giovanni XXII conobbe ed apprezzò le opere di Aureolo tanto da scrivere il 4 luglio 1318 una lettera al Cancelliere di Parigi nella quale chiedeva che gli fosse concesso il dottorato. Nello stesso anno infatti fu eletto maestro reggente in teologia dell'ordine francescano di Parigi. Tenne lezioni dal 1320 al 1321 sui testi biblici e nel 1321 fu nominato dal papa arcivescovo di Aix. Morì poco dopo il 22 gennaio del 1322.

## Pensiero

### La conoscenza
Nell'ambito della corrente occamista francescana Aureolo esprime la necessità di una fondazione rigorosa della conoscenza sulla base del pensiero scientifico aristotelico purificandola da qualsiasi contaminazione platonica e metafisica. Fondando una specie di concettualismo Aureolo afferma l'inconsistenza dell'universale che pur presente nell'intelletto non corrisponde a nessuna realtà poiché questa è costituita esclusivamente di individui e quindi non vi è nessuna differenza tra l'essenza e l'esistenza.
La conoscenza può prescindere dall'universale e basarsi invece sulla specie tramite la quale il soggetto dal complesso dei particolari è in grado di cogliere la generalità che li accomuna nella forma così che la specie fa da mediatrice tra l'oggetto e l'intelletto che elabora universali "intenzionali" alla realtà esterna. Quando cioè la res, l'oggetto sensibile diviene conoscitivo assume la forma di esistenza concettuale di "esse apparens", di essere apparente di natura intenzionale.

### I futuri contingenti
La questione dei "futuri contingenti" poneva il problema teologico riguardo alla previsione degli eventi futuri: Dio, nella sua prescienza, prevedendo gli eventi futuri, determina il loro necessario verificarsi, e in questa caso la volontà di Dio ne risulta necessitata, o gli eventi futuri restano contingenti, cioè non necessariamente si verificano? Si rispondeva che l'uomo non sa se le proprie previsioni del futuro siano vere o false e dunque per lui gli eventi futuri sono contingenti, mentre per Dio, che li conosce completamente in anticipo, è necessario che essi si verifichino.
Aureolo rifiuta la questione nel senso che a Dio non può riferirsi una prescienza collocata nel tempo in quanto la sua dimensione è l'eternità:

### Conoscenza astrattiva e intuitiva
Risalendo a Duns Scoto, Aureolo distingue tra conoscenza astrattiva e conoscenza intuitiva ma, in polemica con Scoto, pensa che quest'ultima possa verificarsi anche in assenza dell'oggetto da conoscere. Infatti la conoscenza non dipende dall'oggetto ma dal nostro modo di conoscere: quando noi infatti vediamo un oggetto lo conosciamo in modo immediato, intuitivamente, quando invece lo immaginiamo siamo nel campo della connoscenza astrattiva che è di natura discorsiva, mediata. Che l'oggetto non influisca sul tipo di conoscenza è dimostrato poi dal fatto che anche nel sogno, quando l'oggetto non esiste, possiamo avere una conoscenza intuitiva basata ad esempio sulla vista.
Una forma di conoscenza intuitiva è la visione beatifica di Dio ma questa è riservata ai beati mentre è esclusa per l'uomo comune.

## Opere
- Tractatus de paupertate et usu paupere (1311 - Sulla povertà francescana)
- Tractatus de principiis naturae (Unica opera non teologica)
- Tractatus de conceptione Beatae Mariae Virginis e Repercussorium (In difesa della Immacolata Concezione)
- Scriptum super primum Sententiarum (1316 - Commento alle sentenze di Pietro Lombardo)
- E.M. Buytaert (a cura di), Scriptum Super Primum Sententiarum. Dist. I, Bonaventure, NY: Franciscan Institute Press, 1952.
- E.M. Buytaert (a cura di), Scriptum Super Primum Sententiarum. Dist. II-VIII, St. Bonaventure, NY: Franciscan Institute Press, 1956.
- Quodlibeta (1320 -  In polemica soprattutto con Tommaso di Wilton, Hervé Nédellec e gli scotisti)
- Reportationes (Appunti di studenti delle sue lezioni su tutti e quattro i libri delle Sentenze di Pietro Lombardo alcune delle quali rielaborate dallo stesso Aureolo)

## Genealogia episcopale
La genealogia episcopale è:
- Papa Giovanni XXII
- Arcivescovo Pietro Aureolo, O.F.M.